# NCT
NCT (hangeul : 엔시티, RR : Ensiti) est un boys band sud-coréen de K-pop, formé à partir de janvier 2016 par SM Entertainment,. Le groupe est actuellement composé de vingt-cinq membres, de différentes nationalités, répartis en plusieurs sous-unités qui furent dévoilées au fil du temps depuis 2016 : NCT 127, NCT Dream, WayV et NCT Wish.
Leur nom suit le projet de l'Hallyu et signifie « Neo Culture Technology », un terme inventé par Lee Soo-man, fondateur de SM Entertainment, qui décrit ce concept comme un groupe ayant un nombre illimité de membres,,.
La première sous-unité révélée du groupe est NCT U. C'est une unité dite, « rotational » (« de rotation »), signifiant que les membres sont différents selon le concept/comeback. NCT fait donc ses débuts sous NCT U, le 9 avril 2016 avec son double single numérique, The 7th Sense et Without You. Les premiers membres dévoilés sont Taeil, Taeyong, Doyoung, Ten, Jaehyun et Mark.
Celle-ci fut suivie par la seconde sous-unité, NCT 127. Cette sous unité tient son nom des coordonnées géographiques de la ville de Séoul, située au 127e méridien. Le 7 juillet 2016, NCT 127 sort son premier titre, Fire Truck. Cette sous-unité est celle qui compte le plus de membres. De 2016 à 2018, elle en compte 10, à partir de 2019, elle en compte 9, à la suite du départ de Winwin. Malgré cette exception, des membres peuvent être ajoutés à cette unité, mais aucun ne peut être supprimé.
La troisième sous-unité, NCT Dream, a fait ses débuts le 24 août 2016 avec le single numérique, Chewing Gum. Cette sous-unité suivait auparavant un système de remise de diplômes : à vingt ans (âge coréen) les membres sont diplômés et doivent quitter NCT Dream pour rejoindre une autre sous-unité, mais ce système a été supprimé en 2020. NCT Dream devient donc une unité fixe comme NCT 127, des membres peuvent y être ajoutés, mais aucun ne peut être supprimé. Cette unité est composée de sept membres.
Enfin, le groupe a présenté sa quatrième sous-unité, WayV (chinois : 威神V, pinyin : Wēi Shén V) basée en Chine, sous le label Label V. WayV signifie "We are your vision" et est la seule unité ne possédant pas le mot 'NCT' dans son nom, en raison de restrictions politiques entre la Corée du Sud et la Chine. Elle est cependant considérée comme l'unité chinoise de NCT, regroupant les membres d'origine chinoise. Cette unité débute le 17 janvier 2019 avec et le single album The Vision et sa chanson phare Regular, la version chinoise de la chanson du même nom, interprétée en premier lieu par NCT 127. Cette unité, également fixe, est composée de sept membres.

## Contexte
En janvier 2016, le fondateur de SM Entertainment, Lee Soo-man, fait une présentation au SM Coex Artium, intitulée SM Town: New Culture Technology 2016. Le plan du label était de lancer un nouveau groupe de garçons pour se « fall in line » (« mettre en ligne ») avec leur stratégie de contenu culturel, contenant un nombre « unlimited » (« illimité ») de membres au sein du groupe qui feraient leurs débuts dans les unités différentes. En outre, le groupe aurait des « sub-unit teams » (« équipes de sous-unités ») et des « collaborations » (« collaborations ») entre ces unités,. Le nom du groupe s'est révélé être NCT, un acronyme du titre de la présentation. Le groupe dans son ensemble est le premier groupe d'idols de SM Entertainment en près de deux ans depuis les débuts de son collègue de label, Red Velvet, en août 2014, puis le premier groupe de garçons depuis les débuts du groupe de garçons sud-coréen-chinois, Exo, en 2012.

## Biographie

### Pré-débuts (2013 à 2016)
En décembre 2013, SM Entertainment a présenté les premiers stagiaires de l'équipe de formation pré-débutante, SM Rookies, un groupe de stagiaires de SM Entertainment, incluant, Taeyong et Jeno,. La très grande majorité des membres de NCT en faisaient autrefois partie. L'équipe a ensuite été introduite avec un total de seize autres membres jusqu'au début janvier 2016, travaillant éventuellement la préparation des débuts de NCT. Les membres ont été soumis à diverses auditions, Johnny, Yuta, Ten, Mark et Renjun se sont joints à la société via SM Global Auditions, tandis que les autres membres ont été découverts grâce à des castings de rue, des recommandations personnelles et des spectacles de divertissement communautaires.
En janvier 2016, le fondateur de SM Entertainment, Lee Soo-man, a donné une présentation au SM Coex Artium intitulée SM Town: Neo Culture Technology 2016, parlant des plans de l'agence pour créer un nouveau groupe de garçons, conformément à leur stratégie de « culture contents » (« contenus culturels »), qui débutera avec différentes sous-unités basées dans différentes villes du monde,,,.

### Débuts de NCT U, NCT 127 et NCT Dream

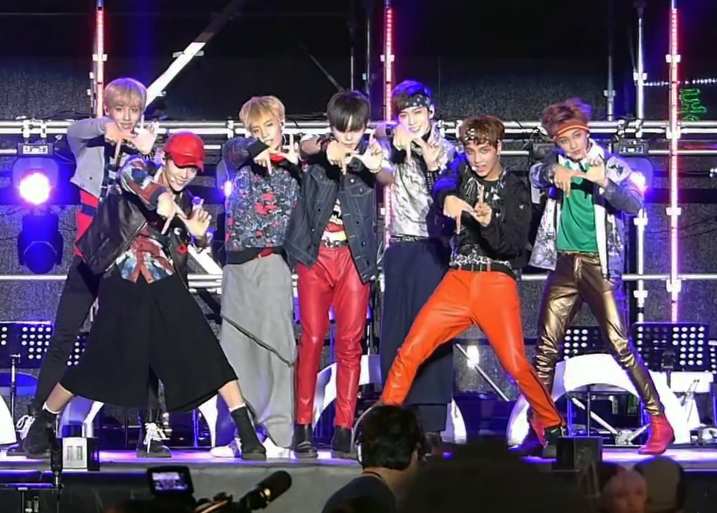
NCT 127 sur scène le 20 août 2016 à Busan.

Le 4 avril, SM Entertainment annonce la première unité de NCT, NCT U qui était composée à ce moment de six membres: Taeil, Taeyong, Doyoung, Ten, Jaehyun et Mark,. NCT U sort les singles digitaux The 7th Sense le 9 avril et Without You en deux versions le 10 avril, une version coréenne chantée par Taeil, Doyoung et Jaehyun, ainsi qu'une version chinoise avec un nouveau membre provenant de SM Rookies, Kun,. Le 9 avril, NCT U fait sa première apparition télévisée avec NCT on Air sur V Live, animé par Heechul de Super Junior,. Le même jour, ils font leur première performance en direct en Chine aux 16e Music Feng Yun Bang Awards, avec l’ajout des membres chinois Kun et Winwin,. Le 15 avril, le groupe fait ses débuts sur scène en Corée du Sud à la Music Bank,. Depuis, ils sont apparus dans trois saisons de leur émission NCT Life, avec d’autres stagiaires de SM Rookies.
Le 1er juillet, SM Entertainment annonce la seconde unité de NCT, NCT 127. L’unité débute avec sept membres se prénommant Taeil, Taeyong, Yuta, Jaehyun, Winwin, Mark, et Haechan. Le 7 juillet, le groupe a fait sa première performance officielle sur le programme musical M Countdown, en interprétant ses premières chansons, Fire Truck et Once Again,. Leur premier extended play, NCT #127, est sorti en version numérique le 10 juillet et en version physique le 11 juillet, avec le titre promotionnel Fire Truck. Le 29 juillet, NCT 127 sort le single, Taste the Feeling, pour le projet SM Station en collaboration avec Coca-Cola, tout en poursuivant la promotion de Fire Truck sur des émissions musicales télévisées comme Music Bank, Show Champion, Inkigayo.
Le 18 août, leur agence annonce la troisième unité de NCT, intitulée NCT Dream. L’unité débutera avec sept membres se prénommant Mark, Renjun, Jeno, Haechan, Jaemin, Chenle et Jisung. Leur premier single, Chewing Gum, est publié le 24 août, et le groupe a fait ses débuts sur M Countdown le lendemain.
Le 6 décembre, cinq membres de NCT 127, Yuta, Taeyong, Jaehyun, Mark et Winwin, sortent un clip vidéo spécial pour la chanson, Good Thing, en collaboration avec W Korea. Le morceau est finalement sorti dans le deuxième extended play de NCT 127, Limitless. Le 20 décembre, NCT 127 publie le clip vidéo de Switch. Le titre a précédemment été inclus comme titre bonus dans le premier extended play de NCT 127. Le titre est en collaboration avec le groupe de stagiaires de leur agence SR15B. Le 27 décembre, NCT 127 annonce son retour avec deux nouveaux membres se prénommant Doyoung de NCT U et un nouveau membre Johnny.

### Coupe du monde de football et promotions

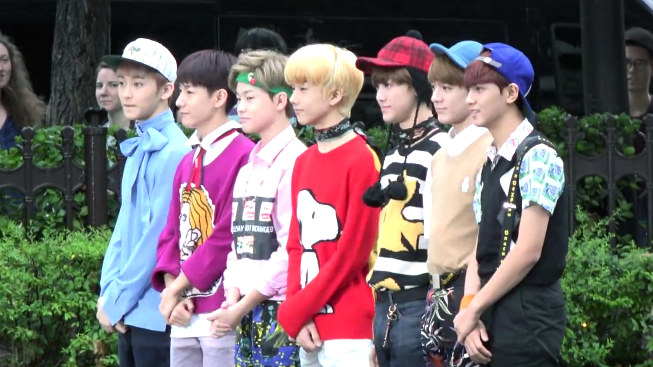
NCT Dream à une Music Bank.

Le 5 janvier, NCT 127 a sorti deux clips vidéo pour Limitless et l'a interprétée sur M Countdown,. Leur second extended play, Limitless, sort en version numérique le 6 et trois jours plus tard en version physique. La sortie de cet extended play lui a permis de faire ses débuts en tant que numéro un au classement du Billboard's World Albums, et plus tard le titre principal, Limitless, a été nommé comme l’un des meilleurs titres de K-pop de l’année selon Dazed,.
Le 1er février, NCT Dream révèle que huit jours plus tard sortira son premier single album physique, The First, avec le titre principal, My First and Last. SM Entertainment annonce que Jaemin ne participera pas aux promotions du single album avec le groupe à cause d'ennuis de santé,. NCT Dream est revenu sur la scène de M Countdown, performant la chanson My First and Last et le B-side, Dunk Shot. Le 14 février, NCT Dream a remporté la première place au 100e épisode de The Show de SBS MTV, marquant ainsi la toute première victoire d'une émission musicale pour une unité de NCT. NCT Dream a également été dévoilé pour être l'ambassadeur officiel de la coupe du monde de football des moins de 20 ans de 2017. Le groupe a sorti, pour l'occasion, la chanson du thème officiel du tournoi, Trigger the Fever, le 15 mars.
Le 8 mars, les membres de NCT 127, Johnny et Jaehyun, annoncent qu’ils seront les nouveaux  présentateurs du nouveau programme de SBS Power FM, NCT's Night Night, dont la diffusion a commencé le 20 mars.
Le 14 juin, NCT 127 sort son troisième extended play, Cherry Bomb. NCT 127 est revenu sur la scène de M Countdown, pour interpréter ses nouvelles chansons, Cherry Bomb et 0 Mile. Billboard et Idolator, ont plus tard tous les deux déclaré, Cherry Bomb, comme l’un des meilleurs titres de K-pop de l’année 2017,.
Le 17 août, NCT Dream publie son premier extended play, We Young, avec un titre promotionnel du même nom qu'il a dévoilé durant sa performance aux M Countdown,,.En décembre, NCT Dream a sorti sa première chanson de Noël, Joy. Jaemin n'est toujours pas présent durant ces promotions[source secondaire souhaitée].

### Nouveaux membres et augmentation de la popularité

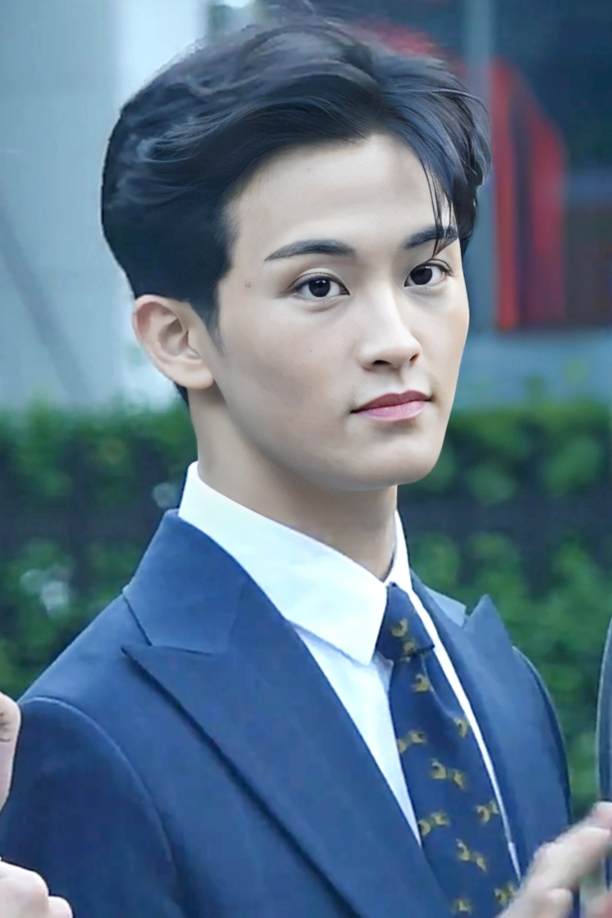
Mark, se rendant à l'émission Music Bank.

En janvier 2018, NCT U, composé de Taeil, Doyoung et Jaehyun, sort le titre, Timeless, comme partie pour le projet SM Station.
Mi-janvier, SM Entertainment dévoile NCT 2018, un projet incluant tous les membres de NCT,.
Le 30 janvier, l’agence met en ligne la vidéo intitulée NCT 2018 Yearbook #1, qui présente tous les membres de NCT et en introduit 3 nouveaux membres: Kun, Lucas et Jungwoo.
En février, NCT sort une série de documentaires vidéos en ligne nommée NCTmentary qui est une partie du projet NCT 2018.
Le 14 mars, NCT 2018 sort son premier album studio, Empathy. L’album possède six titres de toutes les unités du groupe. Les titres sont Boss, Baby Don't Stop et Yestoday de NCT U, Go de NCT Dream, Touch de NCT 127 et une toute nouvelle chanson, Black on Black,,,,,.
Le titre Go de NCT Dream marque un changement considérable[réf. nécessaire] concernant le concept de cette unité, qui de base a un concept joyeux et juvénile. En effet Go a un concept beaucoup plus rebel et mature[réf. nécessaire]. C'est également le retour de Jaemin, qui avait mis pause à ses activités en 2017 pour des raisons de santé.
Le 5 mai, NCT est en tête du classement Billboard's Emerging Artists, marquant la première fois qu'un groupe de K-pop est en tête de ce classement.
Le 3 septembre, NCT Dream sort son second EP, We Go Up, avec le titre promotionnel du même nom,. Leur agence confirme que Mark quittera NCT Dream après avoir terminé les promotions pour la sortie de l'EP dû à son âge,. En effet, Mark à maintenant 20 ans et selon le fonctionnement du groupe à ce moment, à 20 ans les membres doivent être diplômé et doivent donc quitter NCT Dream pour rejoindre une autre sous-unité, dans le cas de Mark, il est déjà membre permanent de NCT 127 depuis 2016 et a déjà participé à plusieurs projets de NCT U. Mark est le seul membre de NCT présent de toutes ses unités (à part WayV qui n'existait pas encore en 2018).
Le 12 octobre, NCT 127 sort son premier album studio, Regular-Irregular, avec le titre principal, Regular,. Avec l’addition de Jungwoo, l’unité a officiellement dix membres,. De plus, les promotions pour l’album studio se sont focalisées essentiellement sur l’Amérique. Le 23 novembre, NCT 127 sort une réédition de Regular-Irregular, nommée Regulate avec comme chanson principale Simon Says,,. Il est également annoncé que Winwin ne participera pas aux promotions de l’album studio afin de préparer ses débuts dans WayV, la nouvelle unité chinoise,. Avec le temps on comprendra que Winwin ne fera plus partie de NCT 127.
Le 28 décembre, NCT Dream sort le single, Candle Light, comme partie du projet SM Station. C'est la dernière fois que l'on verra les sept membres initiaux de NCT Dream ensemble dans un même projet (avant 2020).
Le 31 décembre, SM Entertainment annonce la quatrième unité du groupe nommée WayV (chinois : 威神V, pinyin : Wēi Shén V) signifiant, « We Are Your Vision » (« Nous Sommes Votre Vision »). Cette unité est composée de Kun, Lucas, Ten et Winwin, Xiaojun, Hendery et YangYang. WayV est dirigé par le Label V, un label chinois collaborant avec SM Entertainment,,.
À la suite de l’addition de Kun, Jungwoo, Lucas, Xiaojun, Hendery et YangYang, mais également de deux nouveaux membres, Sungchan et Shotaro, NCT est désormais composé de 23 membres.

### Débuts de WayV, tournée mondiale (2019)

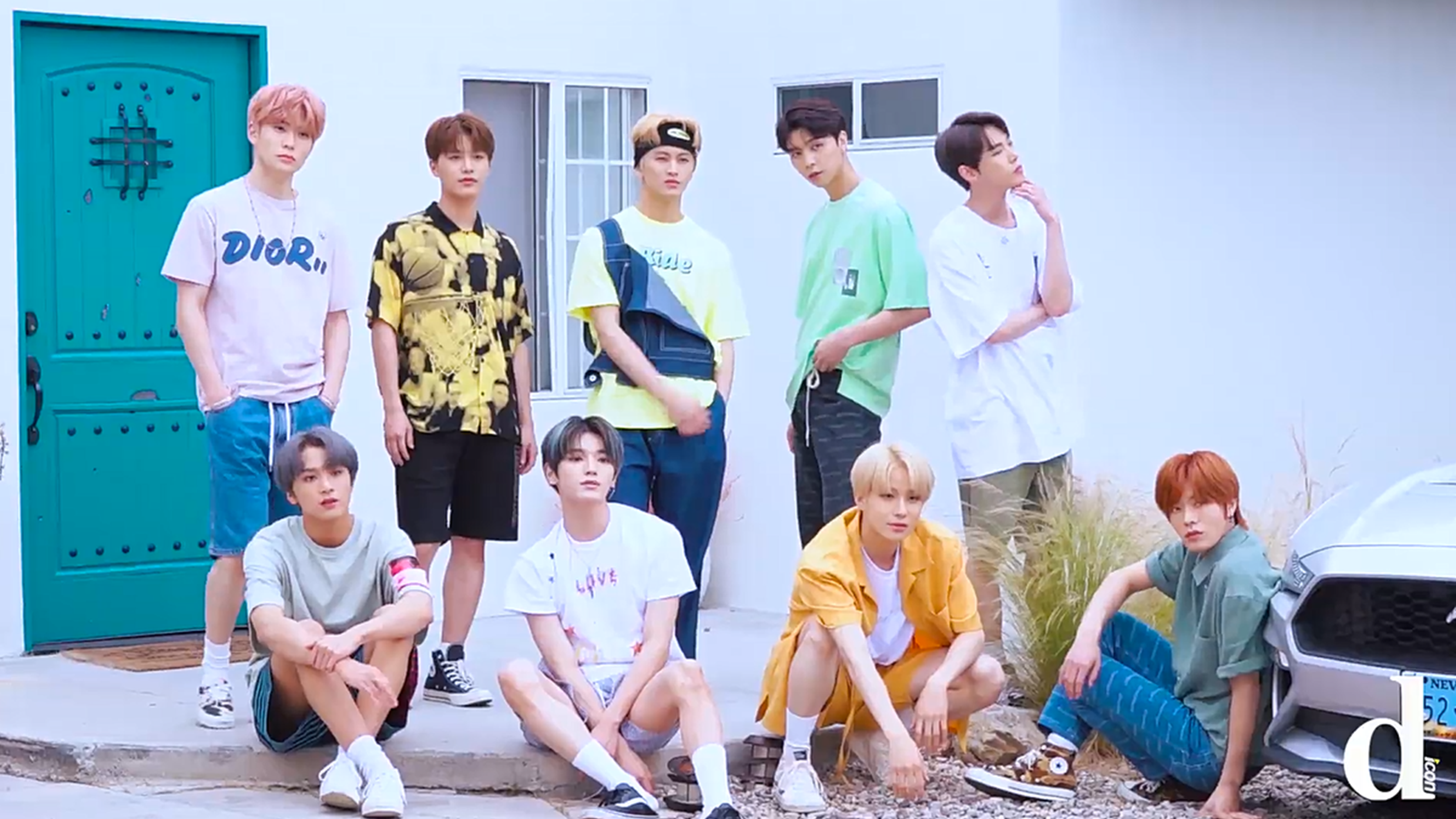
NCT 127 à une séance photo pour le D-icon Magazine, publié le 5 août 2019.

L’unité, WayV, débute le 17 janvier avec la version chinoise de Regular de NCT 127. Leur premier EP, The Vision, est sorti numériquement et comprend également la version chinoise de Come Back de NCT 127 et une chanson originale intitulée Dream Launch.
Le 26 janvier, NCT 127 entame sa première tournée mondiale de concerts s'intitulant Neo City - The Origin, notamment avec des dates en Corée du Sud, au Japon, en Amérique du Nord et en Europe,. Cette tournée se déroule sans Winwin, qui est désormais membre permanent de WayV. Pendant la tournée, le groupe a sorti le single, Wakey-Wakey, le 18 mars, qui sera plus tard inclus dans son premier album studio japonais complet, Awaken, sorti le 17 avril. Son quatrième EP, We Are Superhuman, est sorti le 24 mai avec comme titre principal, Superhuman.
Le 9 mai, WayV sort son premier EP, Take Off. L'EP est composé de six chansons dont, Take Off, qui est le titre principal au même nom que l'EP,.
Le 6 juin, NCT Dream sort Don't Need Your Love, une collaboration avec HRVY dans SM Station saison 3, l'un de leurs membres, Haechan n'est pas inclus dans ce projet car il est en promotion avec NCT 127. Le 26 juin, NCT Dream sont troisième EP, We Boom, avec son titre principal, Boom. Cette fois Haechan participe au projet, mais le groupe est à 6, à la suite du départ de Mark.
En parallèle, Mark, Taeyong, Lucas et Ten font leurs débuts dans le nouveau projet du label SM Entertainement, le supergroupe de K-pop SuperM, le 4 octobre 2019. Le groupe composé de membres de boys band également sous SM Entertainement, notamment deux membres du groupe EXO, Kai et Baekhyun et un membre du groupe SHINee, Taemin.
Le 29 octobre, WayV sort son second EP, Take Over the Moon, avec comme titre principal, Moonwalk.
Le 13 décembre, NCT U sort Coming Home, interprété par Taeil, Doyoung, Jaehyun et un nouveau membre au sein de cette unité, Haechan, qui avant cela n'a jamais été sous NCT U, il devient le second membre à être actif dans 3 unités de NCT, après Mark. Il s'agit d'une partie du projet SM Station X.

### Restructuration et départs

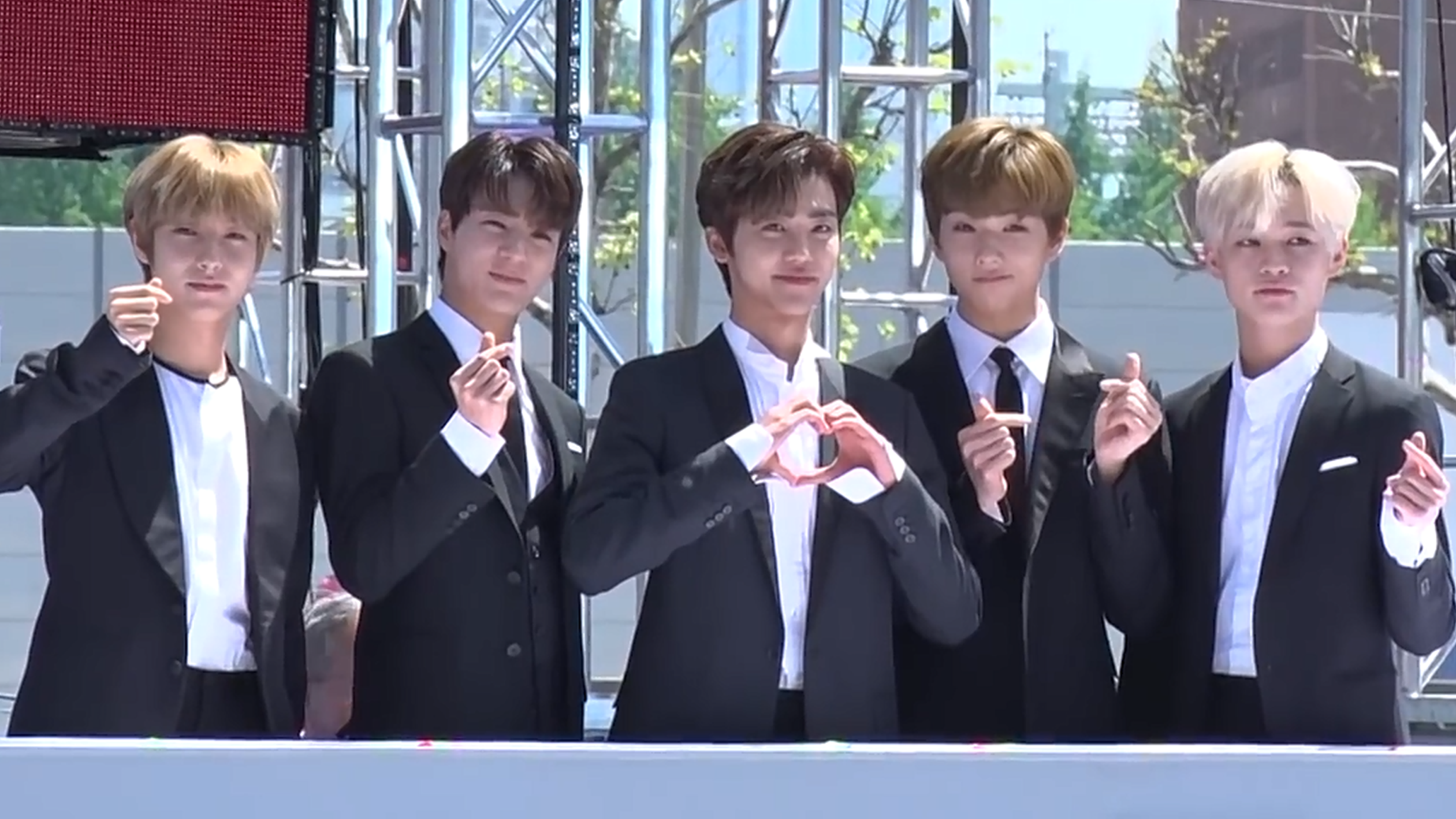
NCT Dream lors de la cérémonie d'ouverture du C-Festival 2019 qui s'est tenue au COEX à Séoul.

Le 27 janvier 2020, NCT 127 dévoile son second album studio, Neo Zone, le 6 mars 2020, avec comme chanson principale, Kick It. Ce troisième album studio se déroule toujours sans Winwin, étant en promotion avec WayV. Ce fut également le retour de Jungwoo qui avait mis ses activités en pause pour des raisons de santé.
Le 7 avril 2020, SM Entertainment annonce que NCT 127, va réaliser une réédition de cet album studio le 19 mai de cette même année. Cette réédition de Neo Zone est intitulée Neo Zone: The Final Round avec comme chanson principale, Punch.
Le 14 avril 2020, NCT Dream a annoncé la sortie de son quatrième EP, Reload, pour le 29 avril avec comme chanson principale, Ridin', toujours à 6 membres.
Suivant les promotions de l'EP, le groupe annonce aussi une amélioration du concept original qui voulait que les membres ayant obtenu leur diplôme à l'âge de vingt ans en âge coréen quittent le groupe. De ce fait, le groupe continuera à sept membres avec l'ajout de Mark, étant initialement déjà diplômé.
En mai 2020, trois unités de NCT avec un autre groupe sous SM Entertainement, SuperM ont annoncé qu'ils allaient réaliser des concerts en ligne, en direct, dans une série de concerts organisés conjointement par SM Entertainment et Naver sur le premier service mondial de streaming de concerts en direct, assisté par la technologie Beyond Live. Les concerts en direct de SuperM, de WayV, de NCT Dream et de NCT 127 sont prévus respectivement le 26 avril, le 3 mai, le 10 mai et le 17 mai.
Le 9 juin 2020, WayV a sorti son premier album studio complet, Awaken the World, avec comme titre principal, Turn Back Time.
Le 15 septembre, NCT a annoncé un nouveau projet, NCT 2020, similaire à son projet NCT 2018, qui regroupe tous les membres des différentes sous-unités sur un seul album studio, et qui devrait sortir en octobre 2020.
Le 20 septembre 2020, il est confirmé que le groupe sortirait son deuxième album studio, Resonance Part 1 le 12 octobre 2020, avec les quatre unités, et deux nouveaux membres, Shotaro et Sungchan, qui sont sur le point de rejoindre une future unité. Le plus jeune de groupe, Jisung, qui n’a pas pu participer au projet à cause de problèmes de santé, apparaît néanmoins dans les clips et les photoshoots.

Le 8 octobre, NCT Dream sort le track vidéo du titre Déjà Vu. C'est le retour de Mark dans l'unité, NCT Dream est de nouveau à sept membres
Le 9 octobre, NCT U sort le track video du titre Misfit. Ce titre regroupe certains rappeurs de toutes les unités de NCT, Mark, Johnny, Hendery, Jeno, YangYang, Taeyong et un nouveau membre, Sungchan.
Le 12 octobre, NCT U sort son premier titre, qui est considéré comme le premier titre principal de l'album, Make A Wish, présentant Taeyong, Lucas, Doyoung, Jaehyun, Xiaojun, Jaemin et un nouveau membre, Shotaro.
Le 19 octobre, NCT U sort le clip vidéo du second titre principal, From Home, regroupant différents vocalistes des unités de NCT, Taeil, Yuta, Kun, Doyoung, Renjun, Haechan et Chenle . Cette chanson mélange plusieurs langues, le mandarin, l'anglais, le coréen et le japonais.
Le 23 novembre NCT sort la deuxième partie de l'album, Part.2, faisant partie également du projet NCT 2020. Le même jour sort le premier titre principal de cette deuxième partie, 90's Love par NCT U. Cette fois, l'unité est composé de Mark, Winwin, YanYang, Jeno, Haechan et Ten.
Le 27 novembre sort de second titre principal de cette deuxième partie, Work It, regroupant Johnny, Yuta, Ten, Hendery, Jungwoo, Jaemin et Jisung.
Le 30 novembre, NCT 2020 sort le clip de Resonance, un medley entre les titres Make A Wish, Raise the Roof, 90's Love et Work It. Ce clip regroupe tous les 23 membres de NCT et met fin au projet NCT 2020.
Le 10 mai, Lucas a decidé de quitter NCT et WayV après de longs mois d´absence à la suite d'une polémique en son nom[source secondaire souhaitée].

### Nouveaux membres ( 2023 ) et départ de Jungmin
En septembre 2023, il a été annoncé que les NCT allaient accueillir 7 nouveaux membres parmi eux. Les 7 nouveaux membres du groupe ont participé à une émission "NCT UNIVERSE : LASTART" auquel il y avait 10 stagiaires qui allaient être désignés pour débuter dans NCT. 3 d’entre eux ont été éliminés et seuls 7 des 10 stagiaires ont gagné, les vainqueurs sont Sion, Riku, Yushi, Jungmin, Daeyoung, Ryo et Sakuya.
Le 2 octobre 2023, il a été annoncé que Jungmin allait quitter le groupe sans avoir débuté pour se concentrer sur sa santé et son traitement, la SM vient de l’annoncer.[réf. nécessaire]

## Membres
| Nom de scène | Nom de scène | Nom de naissance            | Nom de naissance    | Date de naissance | Nationalité | Sous-unité fixe         |
| Romanisé     | Coréen       | Romanisé                    | Cor./jap./chi./thaï | Date de naissance | Nationalité | Sous-unité fixe         |
| ------------ | ------------ | --------------------------- | ------------------- | ----------------- | ----------- | ----------------------- |
| Johnny       | 쟈니         | John Jun Suh                | 존 전 서            | 9 février 1995    | Américain   | NCT 127                 |
| Taeyong      | 태용         | Lee Tae-yong                | 이태용              | 1er juillet 1995  | Sud-coréen  | NCT 127                 |
| Yuta         | 유타         | Yuta Nakamoto               | 中本 悠太           | 26 octobre 1995   | Japonais    | NCT 127                 |
| Kun          | 쿤           | Qián Kūn                    | 钱锟                | 1er janvier 1996  | Chinois     | WayV                    |
| Doyoung      | 도영         | Kim Dong-yeong              | 김동영              | 1er février 1996  | Sud-coréen  | NCT 127 / NCT Dojaejung |
| Ten          | 텐           | Chittaphon Leechaiyapornkul | ชิตพล ลี้ชัยพรกุล        | 27 février 1996   | Thaïlandais | WayV                    |
| Jaehyun      | 재현         | Jeong Yun-oh                | 정윤오              | 14 février 1997   | Sud-coréen  | NCT 127 / NCT Dojaejung |
| Winwin       | 윈윈         | Dǒng Sīchéng                | 董思成              | 28 octobre 1997   | Chinois     | WayV / NCT 127          |
| Jungwoo      | 정우         | Kim Jung-woo                | 김정우              | 19 février 1998   | Sud-coréen  | NCT 127 / NCT Dojaejung |
| Mark         | 마크         | Mark Lee                    | 마크 리             | 2 août 1999       | Canadien    | NCT 127 / NCT Dream     |
| Xiaojun      | 샤오쥔       | Xiào Déjùn                  | 肖德俊              | 8 août 1999       | Chinois     | WayV                    |
| Hendery      | 헨드리       | Wong Kun Hang Hendery       | 黄冠亨              | 28 septembre 1999 | Macanais    | WayV                    |
| Renjun       | 런쥔         | Huáng Rénjùn                | 黄仁俊              | 23 mars 2000      | Chinois     | NCT Dream               |
| Jeno         | 제노         | Lee Je-no                   | 이제노              | 23 avril 2000     | Sud-coréen  | NCT Dream               |
| Haechan      | 해찬         | Lee Dong-hyeok              | 이동혁              | 6 juin 2000       | Sud-coréen  | NCT 127 / NCT Dream     |
| Jaemin       | 재민         | Na Jae-min                  | 나재민              | 13 août 2000      | Sud-coréen  | NCT Dream               |
| Yangyang     | 양양         | Liu Yangyang                | 劉揚揚              | 10 octobre 2000   | Taïwanais   | WayV                    |
| Chenle       | 천러         | Zhōng Chénlè                | 钟辰乐              | 22 novembre 2001  | Chinois     | NCT Dream               |
| Jisung       | 지성         | Park Ji-sung                | 박지성              | 5 février 2002    | Sud-coréen  | NCT Dream               |
| Sion         | 시온         | Oh Si-on                    | 오시온              | 11 mai 2002       | Sud-coréen  | NCT Wish                |
| Riku         | 리쿠         | Riku Maeda                  | 前田 陸             | 28 juin 2003      | Japonais    | NCT Wish                |
| Yushi        | 유우시       | Yushi Tokuno                | 得能 勇志           | 5 avril 2004      | Japonais    | NCT Wish                |
| Jaehee       | 재희         | Kim Dae-young               | 김대영              | 26 juin 2005      | Sud-coréen  | NCT Wish                |
| Ryo          | 료           | Ryo Hirose                  | 廣瀬 遼             | 4 août 2007       | Japonais    | NCT Wish                |
| Sakuya       | 사쿠야       | Sakuya Fujinaga             | 藤永 咲哉           | 18 novembre 2007  | Japonais    | NCT Wish                |

### Anciens membres
| Nom de scène | Nom de scène | Nom de naissance | Nom de naissance    | Date de naissance | Nationalité | Sous-unité fixe | Date de départ officiel |
| Romanisé     | Coréen       | Romanisé         | Cor./jap./chi./thaï | Date de naissance | Nationalité | Sous-unité fixe | Date de départ officiel |
| ------------ | ------------ | ---------------- | ------------------- | ----------------- | ----------- | --------------- | ----------------------- |
| Lucas        | 루카스       | Wong Yuk-Hei     | 黃旭熙              | 25 janvier 1999   | Hongkongais | WayV            | 10 mai 2023             |
| Shotaro      | 쇼타로       | Shotaro Osaki    | 大崎 将太郎         | 25 novembre 2000  | Japonais    | —               | 24 mai 2023             |
| Sungchan     | 성찬         | Jung Sung-chan   | 정성찬              | 13 septembre 2001 | Sud-coréen  | —               | 24 mai 2023             |
| Taeil        | 태일         | Moon Tae-il      | 문태일              | 14 juin 1994      | Sud-coréen  | NCT 127         | 28 août 2024            |

## Discographie

### Albums studio
- 2018 : Empathy
- 2020 : Resonance Part. 1
- 2020 : Resonance Part. 2
- 2021 : Universe
- 2023 : Golden Age

## Vidéographie

### Télévision
| Année | Titre                 | Chaîne(s)                        | Membre(s)                             | Rôle      | Note(s) |
| ----- | --------------------- | -------------------------------- | ------------------------------------- | --------- | --- |
| 2014  | Exo 90:2014           | Mnet                             | Tous                                  | Régulier  | Les membres du groupe, de SM Rookies à l'époque, ont participé dans des clips vidéo et des prestations en direct, |
| 2015  | The Mickey Mouse Club | Disney Channel de Corée du Sud   | Mark, Jeno, Haechan, Jaemin et Jisung | Principal | Ils sont apparus comme les mousquetaires, avec d'autres membres de SM Rookies                                     |
| 2016  | NCT Life              | Naver TV Cast, Oksusu et KBS Joy | Tous                                  | Principal | Émission de téléréalité sur NCT, composée de huit saisons                                                         |

## Émissions de radio
| Année | Titre           | Chaîne(s) | Membre(s)                  | Rôle      | Note(s) |
| ----- | --------------- | --------- | -------------------------- | --------- | --- |
| 2017  | NCT Night Night | SBS       | Johnny, Jaehyun et Doyoung | Principal | Disc jockeys pour l'émission, Johnny et Jaehyun ont décidé de quitter l'émission en 2019, pour se concentrer sur des projets hors de Corée du Sud |
| 2020  | Yuedong Seoul   | TBS       | Renjun                     | Régulier  | Disc jockey pour l'émission |